# Hvítanes
Hvítanes (duń. Hvidenæs, IPA: kvʊitaneːs) – niewielka osada, położona na wyspie Streymoy, wchodzącej w skład archipelagu Wysp Owczych. Administracyjnie miejscowość ta znajduje się w regionie Streymoy, w gminie Tórshavnar kommuna. Mieszka tam obecnie (I 2015 r.) 95 osób. Jej nazwa z języka farerskiego oznacza Biały Punkt.

## Geografia

### Położenie
Hvítanes leży w południowo-wschodniej części wyspy Streymoy, czyli w miejscu leżącym w centralnej części archipelagu. Od dwóch stron, północnej i wschodniej, miejscowość ta przylega do wód, jednak tylko od wschodniej strony rozpościera się otwarty ocean, który jest widoczny zaraz za cieśniną-fiordem Nólsoyarfjørður, biegnącej od południowego krańca wyspy Nólsoy, do południowego przylądka wyspy Eysturoy. Od północy do osady przylegają wody mniejszego Kaldbaksfjørður, biegnącego od Nólsoyarfjørður do osady Kaldbaksbotnur. Od strony zachodniej nad osadą góruje szczyt Gellingarklettur (344 m n.p.m.), na południu zaś ulokowane jest miasto Hoyvík, trzecie co do wielkości na archipelagu, oraz stolica Wysp Owczych, Tórshavn, które powoli zaczynają być przedstawiane, jako jedna miejscowość, gdyż przez rozrost obu miejscowości ich granice znacznie się do siebie zbliżyły.

### Klimat
Podobnie, jak na całym archipelagu Wysp Owczych klimat w Hvítanes określany jest, jako umiarkowany, chłodny w odmianie morskiej. Oznacza to, że lata są chłodne, zimy natomiast stosunkowo łagodne, bez skrajnie niskich temperatur. Temperatura w tamtym regionie jest jeszcze dodatkowo większa ze względu na Prąd Norweski, będący przedłużeniem Golfsztromu, płynącego jeszcze z okolic Ameryki. Jest to prąd ciepły, przynoszący także większe opady, w porównaniu do innych punktów na tej samej szerokości geograficznej. Opady te są stosunkowo większe w miesiącach chłodnych, znacznie obniżając obfitość w miesiącach letnich. Dodatkowo na klimat tej miejscowości wpływa jej lokalizacja. Dzięki osłonięciu przed otwartym morzem jest ona w dużej mierze chroniona przed porywistymi wiatrami.

## Informacje ogólne

### Populacja
Populację osady Hvítanes stanowią głównie Farerczycy, czyli rdzenna ludność archipelagu Wysp Owczych, pochodzenia skandynawskiego. Tamtejsze społeczeństwo jest dosyć młode, co powodowane jest stale popularnym na archipelagu tradycyjnym modelu rodziny. Na 95 osób, które mieszkały tam w 2008 roku nie było osoby starszej niż 70 lat, zaś ludzie w wieku do 30 roku życia stanowili około 29% mieszkańców tej niewielkiej społeczności. Współczynnik feminizacji wyniósł 79,2 (42 kobiety/53 mężczyzn). Ludność osady zmniejszyła się w połowie lat 90. XX wieku, kiedy Wyspy Owcze pogrążone były w kryzysie gospodarczym, osiągając w 1995 roku najniższą wartość 85 mieszkańców, co było spowodowane emigracją poza granice kraju. Później jednak osadnicy zaczęli wracać i na nowo zasiedlać Hvítanes, jednak od 2002 roku, kiedy ludność osady przekroczyła 100 osób, populacja znów zaczęła spadać.
Według danych Urzędu Statystycznego (I 2015 r.) jest 57. co do wielkości miejscowością Wysp Owczych.

### Transport
Możliwości dostania się do osady nie jest zbyt wiele. Osada ta posiada niewielką przystań, głównie jednak służy ona lokalnym rybakom. Jest ona położona nad Nólsoyarfjørður. Najbliższym miejscem, gdzie znajduje się regularny port jest Tórshavn, skąd odbywają się promowe rejsy, zarówno międzynarodowe, jak i wewnątrz archipelagu. Także inne typy transportu, poza kołowym, są w miejscowości praktycznie nieobecne. Do osady można się więc dostać jednopasmową drogą nr 50 oraz tunelem Eysturoy z drugiej co do wielkości i populacji wyspy Eysturoy. Poza środkiem prywatnym, można skorzystać także z transportu publicznego. Do miejscowości dojeżdża jedna linia korporacji autobusowej Bussleiðin, używającej czerwonych samochodów, obsługującej połączenia w Tórshavn i jego obrębie. Linią, która dojeżdża do Hvítanes jest linia nr 4, opodal miasteczka swą pętlę mają także autobusy jadące linią nr 3.

## Historia

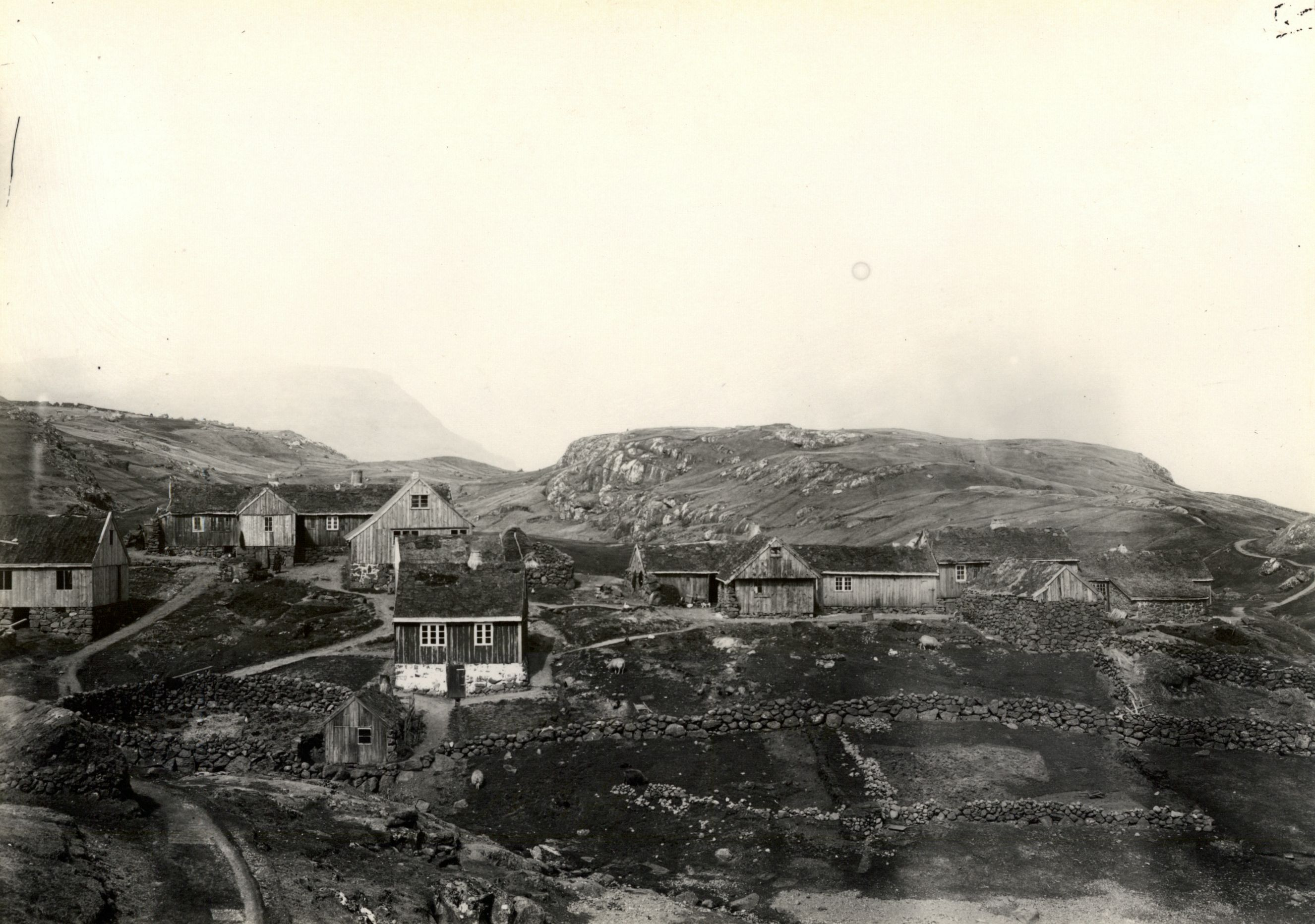
Zdjęcie osady z roku 1899

Osada Hvítanes należy do późno stworzonych miejscowości na Wyspach Owczych. Została ona założona w 1837 roku. Dzięki bliskości Tórshavn, ośrodka administracyjnego archipelagu, udało jej się przetrwać i osiągnąć dość wysoką, jak na Wyspy Owcze, populację 95 mieszkańców (I 2015 r.).
Farerski parlament planuje stworzenie tunelu, który by łączył pod wodą Hvítanes z miejscowością Skálafjørður na wyspie Eysturoy. Skálafjarðartunnilin, bo tak ma się nazywać ta konstrukcja, ma mierzyć około 11 tys. m długości i miał zostać zbudowany do roku 2013. Tunel ten ma skrócić czas podróży pomiędzy dwiema aglomeracjami - Tórshavn oraz Runavík i Nes.